# Sidon (U-Boot)
HMS Sidon (Kennung: P259) war ein U-Boot der britischen Royal Navy im Zweiten Weltkrieg und danach.

## Geschichte
Die Sidon (benannt nach dem Gefecht bei der Stadt  Sidon im Libanon, die am 27. September 1840 von einer englisch-österreichischen Flotte beschossen und erobert wurde) war ein Boot des vierten Bauloses der britischen S-Klasse. Dieses Baulos wird auch als Subtle-Klasse bezeichnet. Das U-Boot wurde am 7. Juli 1943 bei Cammell Laird & Company im nordwestenglischen Birkenhead aufgelegt, lief am 4. September 1944 vom Stapel und wurde von der Royal Navy am 23. November 1944 in Dienst gestellt.
Am 16. Juni 1955 wurde die Sidon im Hafen von Portland mit zwei MK12-Torpedos beladen, um die neuartigen Waffen zu testen. Die Testprojektile besaßen keine scharfen Sprengköpfe. Das MK12-Projekt war eine Entwicklung der Navy, deren Ziel mit Wasserstoffperoxid als Oxidationsmittel angetriebene Hochgeschwindigkeitstorpedos waren. Die Sidon sank im Hafen, nachdem einer der Torpedos explodierte. Bei dem Unfall fanden 13 Seeleute den Tod. Das Wrack wurde eine Woche später gehoben. Die Leichen der Opfer konnten geborgen werden und wurden an Land bestattet. Das U-Boot wurde zwei Jahre später am 14. Juni 1957 als Sonar-Übungsziel versenkt. Es liegt ca. 15 Seemeilen vor Portland in 34 m Tiefe.
Da es zuvor schon zu anderen Unfällen mit dem äußerst instabilen und chemisch aggressiven Oxidator Wasserstoffperoxid gekommen war, stellte die Royal Navy das MK12-Projekt ein. Auch die britischen Bemühungen, Wasserstoffperoxid nach Vorbild der deutschen Walter-U-Boote als Sauerstofflieferant für außenluftunabhängige Antriebsanlagen von U-Booten zu nutzen, scheiterten an denselben Problemen, die schon die deutschen Erfinder der Technologie letztlich nicht lösen konnten.
Moderne U-Boote mit nichtnuklearem außenluftunabhängigen Antrieb wie z. B. die schwedische Gotland-Klasse oder die deutschen 212 A nutzen als Oxidationsmittel keinen chemisch gebundenen Sauerstoff, sondern unter Hochdruck verflüssigtes Sauerstoffgas. Beim Untergang des russischen Atom-U-Bootes Kursk, das ebenfalls durch eine Torpedoexplosion sank, wurde aber offenbar, dass bis heute mit dem extrem gefährlichen Wasserstoffperoxid zumindest experimentiert wird.